# Hörningsnäs naturreservat
Hörningsnäs naturreservat ligger 10 kilometer sydsydost om Grödinge kyrka och strax norr om Skanssundet i Grödinge socken i Botkyrka kommun, Stockholms län. Reservatet bildades den 28 november 1994. Hörningsnäs naturreservat är ett långsmalt område på båda sidor om Näsvägen med en area av cirka 10 hektar. Genom området går Sörmlandsleden.
Hela Hörningsnäsområdet har sedan mitten av 1600-talet utgjorts av ängsmark. Naturreservatet utgör en liten rest av de vidsträckta ängsmarker som förr brukades under Hörningsholms slott.  Här finns en av Botkyrkas få kvarvarande ädellövskoggar och öster därom ligger en  löväng och en lövskog. Ängen ger en uppfattning om hur de gamla kulturmarkerna sköttes då ängsbruket var livsviktigt för bonden. Här finns till exempel jungfrulin och svinrot. Ändamålet med reservatet är bevara och sköta ett kulturlandskap innehållande ett av Södertörns få större och mångformigare lundområden.